# Boing Franciaország
A Boing Franciaország (franciául: Boing France) a Boing rajzfilmadó francia adásváltozata, amely 2010. április 8-án 17 órakor indult. Az adó része az óvodásoknak szóló Cartoonito-műsorblokk, a többi európai országgal ellentétben, ahol a Boomerang vagy a Cartoon Network része.
Az adó székhelye Párizsban található.

## Műsorai
- Saolin leszámolás
- Dexter laboratóriuma
- Szamuráj Jack
- Robotboy
- Johnny Bravo
- Jelszó: Kölök nem dedós
- Bátor, a gyáva kutya
- Az igazság ligája
- Az igazság ligája: Határok nélkül
- Fosterék háza képzeletbeli barátoknak
- Hi Hi Puffy AmiYumi
- Superman
- Viharsólymok
- Demasita! Powerpuff Girls Z
- Pindur pandúrok
- Juniper Lee
- Csacska angyal
- Patito Feo
- Space Goofs
- Frankenstein's Cat
- Gerald McBoing Boing
- Pizsamás banánok
- Jelly Jamm
- Lazy Town
- Baby Looney Tunes
- Zsebkutyusok
- Corneil and Bernie
- Ratz
- Mizújs, Scooby-Doo?
- Mia és én